# Moisés Pimentel
Moisés Santiago Pimentel (Independência, CE, 11 de agosto de 1909 – Fortaleza, CE, 19 de março de 2000) foi um industrial, comerciante, banqueiro e político brasileiro que exerceu três mandatos de deputado federal pelo Ceará.

## Dados biográficos
Filho de Jacinto Pimentel Santiago e Josefa Pimentel Santiago. Alfabetizado em idade adulta, chegou a frequentar o Ginásio Fênix Caixeiral antes de interromper os estudos e fixar-se como comerciante. Simpatizante do PSD após o Estado Novo e membro da Liga de Emancipação Nacional, estreou na vida política ao eleger-se deputado federal pelo PTB em 1962 até que teve o mandato cassado pelo Ato Institucional Número Um em 14 de abril de 1964 em favor do suplente, Crisanto Moreira da Rocha.
Fundador e acionista de empresas no Ceará, Amazonas e Pará, recuperou os direitos políticos após dez anos e se integrou ao MDB, mas foi no PMDB que reconquistou um mandato de deputado federal em 1982 e nessa condição votou a favor da Emenda Dante de Oliveira em 1984 e escolheu Tancredo Neves no Colégio Eleitoral em 1985 sendo reeleito em 1986.
Signatário da Constituição de 1988, não disputou um novo mandato na eleição seguinte.